# فرانك لوثر موت
فرانك لوثر موت (بالإنجليزية: Frank Luther Mott)‏ هو صحفي وكاتب ومؤرخ أمريكي، ولد في 4 أبريل 1886 في روز هيل في الولايات المتحدة، وتوفي في 23 أكتوبر 1964 في كولومبيا في الولايات المتحدة.